# Khương Du

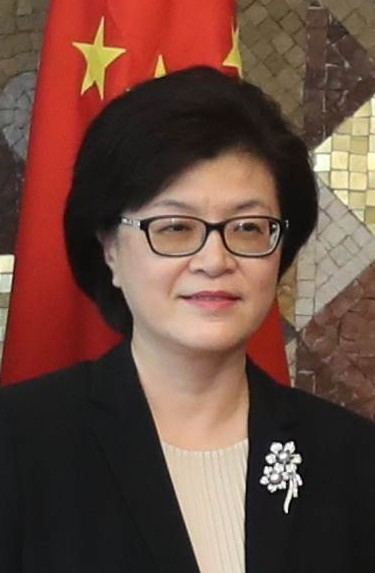
Khương Du

Khương Du (tiếng Trung:姜瑜, Bính âm: Jiāng Yú) (sinh năm 1964), từng là người phát ngôn của Bộ Ngoại giao Cộng hòa Nhân dân Trung Hoa. 

## Tiểu sử
Bà sinh ra tại Bắc Kinh. bà theo học tại Học viện Ngoại giao Bắc Kinh năm 1982. Sau khi tốt nghiệp, bà làm việc tại "Trung tâm phục vụ nhân viên ngoại giao Bắc Kinh". Sau khi làm việc ở đây trong gần chín năm, năm 1991 Khương Du đã chuyển đến làm việc tại Văn phòng thông tin của Bộ ngoại giao. Bà đã làm việc cho Bộ Ngoại giao Trung Quốc trong hơn hai mươi năm và bà đã từng công tác nhiều nơi trên thế giới, bao gồm cả trụ sở chính của Liên Hợp Quốc tại Thành phố New York và phân xã Tân Hoa Xã tại Hồng Kông. Trong những năm qua, bà khá được chú ý vì bình luận sắc bén của mình.

## Chức vụ
1987-1991: Cán bộ Trung tâm phục vụ nhân viên ngoại giao Bắc Kinh
1991-1992: Cán bộ, tùy viên của Văn phòng Thông tin thuộc Bộ Ngoại giao
1992-1995: Tùy viên, thư ký thứ ba Phái đoàn Thường trực Trung Quốc tại Liên Hợp Quốc, Thành phố New York
1995-2002: Thư ký thứ ba, phó giám đốc và giám đốc Văn phòng thông tin thuộc Bộ Ngoại giao TQ
2002-2005: Tham tán, Văn phòng Đại diện Bộ Ngoại giao tại Hồng Kông
2005-2006: Tham tán, Văn phòng Thông tin Bộ Ngoại giao TQ
2006-nay: Phó Tổng Giám đốc, Văn phòng thông tin Bộ Ngoại giao TQ